# Tayloria stenophysata
Tayloria stenophysata är en bladmossart som beskrevs av A. Koponen 1977. Tayloria stenophysata ingår i släktet trumpetmossor, och familjen Splachnaceae. Inga underarter finns listade i Catalogue of Life.